# Kolar (ovratnik)
Kolár (lat. collare »ovratnik«) je del obleke, ki ga katoliški duhovniki nosijo za vratom.
Obstajata dve vrsti kolarja:
- Rimski kolar je bel lanen ali plastični ovratnik, prišit na kos črnega platna in pokriva prsa.
- Oratorijski kolar je trd ovratnik, ki se nosi v srajčnem ovratniku.